# Rampage de Roanoke Valley
Le Rampage de Roanoke Valley est une franchise professionnelle de hockey sur glace en Amérique du Nord qui évoluait dans l'ECHL. L'équipe était basée à Vinton en Virginie aux États-Unis.

## Historique
La franchise est créée en décembre 1983 sous le nom de Lancers de la Virginie et joue en ACHL jusqu'en 1987. En 1987-1988, elle participe à l'AAHL. En 1988, elle rejoint ECHL. En 1990, elle est renommée Rebels de Roanoke Valley sans toutefois déménager. En 1992, elle change à nouveau de nom pour devenir le Rampage de Roanoke Valley. Le Rampage n'évolue qu'une saison en ECHL avant de déménager en 1993 pour devenir le Blast de Huntsville.

## Statistiques

### En ACHL
| No | Saison    | PJ | V  | D  | N | DP | BP  | BC  | Pts | Classement | Séries éliminatoires | Entraîneur             |
| -- | --------- | -- | -- | -- | - | -- | --- | --- | --- | ---------- | -------------------- | ---------------------- |
| 1  | 1984-1985 | 64 | 19 | 41 | 0 | 4  | 298 | 434 | 42  | 4e place   | Éliminés au 1er tour | Paul O'Neil Ed Starkey |
| 2  | 1985-1986 | 62 | 28 | 34 | 0 | 0  | 299 | 340 | 61  | 3e place   | Éliminés au 1er tour | Frank Perkins          |
| 3  | 1986-1987 | 58 | 36 | 19 | 3 | 0  | 288 | 218 | 75  | 1re place  | Vainqueurs           | John Tortorella        |

### En AAHL
| No | Saison    | PJ | V  | D | DP | BP  | BC  | Pts | Classement | Séries éliminatoires    | Entraîneur      |
| -- | --------- | -- | -- | - | -- | --- | --- | --- | ---------- | ----------------------- | --------------- |
| 4  | 1987-1988 | 43 | 37 | 5 | 1  | 321 | 129 | 75  | Vainqueurs | Pas de séries disputées | John Tortorella |

### En ECHL
| No | Saison    | PJ | V  | D  | DP | DTB | BP  | BC  | Pts | Classement            | Séries éliminatoires | Entraîneur     |
| -- | --------- | -- | -- | -- | -- | --- | --- | --- | --- | --------------------- | -------------------- | -------------- |
| 5  | 1988-1989 | 60 | 22 | 30 | 8  | 0   | 266 | 298 | 52  | 5e place              | Non qualifiés        | Kevin Willison |
| 6  | 1989-1990 | 60 | 36 | 18 | 6  | 0   | 261 | 218 | 78  | 3e place              | Éliminés au 1er tour | Dave Allison   |
| 7  | 1990-1991 | 60 | 26 | 31 | 7  | 0   | 218 | 295 | 59  | 5e place division Est | Non qualifiés        | Claude Noël    |
| 8  | 1991-1992 | 60 | 21 | 36 | 3  | 4   | 236 | 313 | 49  | 6e place division Est | Éliminés au 1er tour | Roy Sommer     |
| 9  | 1992-1993 | 64 | 14 | 49 | 1  | 0   | 227 | 387 | 29  | 7e place division Est | Non qualifiés        | Steve Gatzos   |